# موتور خیرمحمد (زاهدان)
موتور خیرمحمد روستایی در دهستان کورین بخش کورین شهرستان زاهدان استان سیستان و بلوچستان ایران است.

## جمعیت
بر پایه سرشماری عمومی نفوس و مسکن در سال ۱۳۹۵ جمعیت این مکان ۲۴۸ نفر (۵۲خانوار) بوده‌است.